# Tour de Vendée 2007
La 36e édition du Tour de Vendée  a eu lieu le mardi 1er mai 2007. Il s'agit de la neuvième des quinze épreuves de la Coupe de France de cyclisme sur route 2007, inscrite en catégorie 1.1 au calendrier de l'UCI Europe Tour. Elle est remportée par le coureur espagnol Mikel Gaztañaga de l'équipe Agritubel.

## Classement final
|    | Coureur            | Pays        | Équipe                  |    | Temps           |
| -- | ------------------ | ----------- | ----------------------- | -- | --------------- |
| 1  | Mikel Gaztañaga    | Espagne     | Agritubel               | en | 4 h 45 min 35 s |
| 2  | Mark Renshaw       | Australie   | Crédit agricole         |    | m.t.            |
| 3  | Mathieu Drujon     | France      | Auber 93                |    | m.t.            |
| 4  | Yauheni Hutarovich | Biélorussie | Roubaix Lille Métropole |    | m.t.            |
| 5  | Pierrick Fédrigo   | France      | Bouygues Télécom        |    | m.t.            |
| 6  | Jean-Luc Delpech   | France      | Bretagne-Armor Lux      |    | m.t.            |
| 7  | William Bonnet     | France      | Crédit agricole         |    | m.t.            |
| 8  | Damien Monier      | France      | Cofidis                 |    | m.t.            |
| 9  | Steven Tronet      | France      | Roubaix Lille Métropole |    | m.t.            |
| 10 | Mickaël Delage     | France      | Française des Jeux      |    | m.t.            |